# Cal (Unix)
cal je standardní program Unixu a operačních systémech unixového typu (například Linux, FreeBSD, Mac OS a další). Vytiskne ASCII kalendář na daný měsíc nebo rok. Pokud uživatel neurčuje žádné možnosti příkazového řádku, cal bude tisknout kalendář pro aktuální měsíc.

## Příklady
```
$ 
cal

    prosinec 2016   

Po Út St Čt Pá So Ne

          1  2  3  4 

 5  6  7  8  9 10 11 

12 13 14 15 16 17 18

19 20 21 22 23 24 25

26 27 28 29 30 31

$ 
cal
 
2001

                               2001                               

        leden                  únor                  březen       

Po Út St Čt Pá So Ne   Po Út St Čt Pá So Ne   Po Út St Čt Pá So Ne

 1  2  3  4  5  6  7             1  2  3  4             1  2  3  4

 8  9 10 11 12 13 14    5  6  7  8  9 10 11    5  6  7  8  9 10 11

15 16 17 18 19 20 21   12 13 14 15 16 17 18   12 13 14 15 16 17 18

22 23 24 25 26 27 28   19 20 21 22 23 24 25   19 20 21 22 23 24 25

29 30 31               26 27 28               26 27 28 29 30 31   

                                                                  

        duben                 květen                 červen       

Po Út St Čt Pá So Ne   Po Út St Čt Pá So Ne   Po Út St Čt Pá So Ne

                   1       1  2  3  4  5  6                1  2  3

 2  3  4  5  6  7  8    7  8  9 10 11 12 13    4  5  6  7  8  9 10

 9 10 11 12 13 14 15   14 15 16 17 18 19 20   11 12 13 14 15 16 17

16 17 18 19 20 21 22   21 22 23 24 25 26 27   18 19 20 21 22 23 24

23 24 25 26 27 28 29   28 29 30 31            25 26 27 28 29 30   

30                                                                

      červenec                 srpen                  září        

Po Út St Čt Pá So Ne   Po Út St Čt Pá So Ne   Po Út St Čt Pá So Ne

                   1          1  2  3  4  5                   1  2

 2  3  4  5  6  7  8    6  7  8  9 10 11 12    3  4  5  6  7  8  9

 9 10 11 12 13 14 15   13 14 15 16 17 18 19   10 11 12 13 14 15 16

16 17 18 19 20 21 22   20 21 22 23 24 25 26   17 18 19 20 21 22 23

23 24 25 26 27 28 29   27 28 29 30 31         24 25 26 27 28 29 30

30 31                                                             

        říjen                listopad               prosinec      

Po Út St Čt Pá So Ne   Po Út St Čt Pá So Ne   Po Út St Čt Pá So Ne

 1  2  3  4  5  6  7             1  2  3  4                   1  2

 8  9 10 11 12 13 14    5  6  7  8  9 10 11    3  4  5  6  7  8  9

15 16 17 18 19 20 21   12 13 14 15 16 17 18   10 11 12 13 14 15 16

22 23 24 25 26 27 28   19 20 21 22 23 24 25   17 18 19 20 21 22 23

29 30 31               26 27 28 29 30         24 25 26 27 28 29 30

                                              31

```

## Funkce
Příkaz cal byl přítomen již v 1. vydání Unix.

### Gregoriánský kalendář
Gregoriánská reforma (r. 1582) byla v Království Velké Británie přijata v září 1752. Jako důsledek cal v září 1752 zobrazí upravenou verzi.
```
$ 
cal
 
9
 
1752

      září 1752     

Po Út St Čt Pá So Ne

    1  2 14 15 16 17 

18 19 20 21 22 23 24

25 26 27 28 29 30

```

Tento měsíc byl přechodem od Gregoriánského kalendáře od dříve používaného Juliánského kalendáře. Tohle byla popsána v manuálových stránkách pro Sun Solaris takto. "An unusual calendar is printed for September 1752. That is the month when 11 days were skipped to make up for lack of leap year adjustments."
 BSD utilita ncal umí s gregoriánským kalendářem pracovat lépe:
```
$ 
ncal
 
-p
 
|
 
grep
 
-i
 
cz

*CZ Czech Republic 1584-01-06      PL Poland         1582-10-04

$ 
export
 
LC_TIME
=
cs_CZ.UTF-8

$ 
ncal
 
-b
 
1
 
1584

     Leden 1584

Po Út St Čt Pá So Ne

       1  2  3  4  5

 6 17 18 19 20 21 22

23 24 25 26 27 28 29

30 31

```